# 프러두엔
프러두엔(웨일스어: Prydwen)은 웨일스 신화에 나오는, 아서왕의 배다. 「아눈의 약탈」에서 아서왕이 이 배를 타고 별세계 아눈으로 쳐들어간다.  「쿨후흐와 올루엔」에서는 아일랜드섬에 건너갈 때 이 배를 타고 간다. 12세기 사람 몬머스의 제프리는 아서왕의 방패를 여기서 따 와 프리드웬(Pridwen)이라고 이름붙였다. 근세 웨일스 민담에서는 아서왕의 배 이름을 구에난(웨일스어: Gwennan)이라고 했으나, 20세기 들어 "프러두엔"이 재발굴되어 다시 사용되기 시작했다.

## 같이 보기
- 방황하는 네덜란드인